# Shikhikhutag
Shikhikhutag o Shikhikhutag (mongol: Шихихутаг; chino: 失吉忽禿忽) fue un importante ministro del Imperio mongol del siglo XIII, y cuñado de Gengis Kan.
Nacido hacia 1180 como hijo de un noble tártaro, fue capturado por los mongoles en torno a 1190 en una escaramuza entre ambos pueblos, según la Historia secreta de los mongoles. Llevado ante Hoelun, madre de Gengis Kan, fue adoptado como hijo. Muy bien formado en asuntos legales, contribuyó a la creación del Yassa, el código legal mongol. En 1206 fue juez y redactor de leyes y registros judiciales. Era un amigo cercano del primer ministro, Yelü Chucai. En 1221 guio a parte del ejército mongol en la campaña de Corasmia pero fue vencido en Parwan por Jalal ad-Din Mingburnu. Nombrado por Ogodei jefe de jueces en el norte chino en 1240, murió hacia 1250 o 1262.
Según leyendas, fue uno de los autores de la Historia secreta de los mongoles.